# Groupe de contact permanent
Pour les articles homonymes, voir GCP.
Le groupe de contact permanent (GCP) est un comité français informel créé en avril 2015 afin d'améliorer la lutte contre la propagande terroriste sur Internet.

## Description
À la suite des attentats du début 2015 (attentats contre Charlie Hebdo et une supérette casher en janvier 2015, attaque au couteau dans un centre communautaire juif de Nice le 3 février 2015, attentat manqué contre des églises de Villejuif le 19 avril 2015), un groupe de contact permanent voit le jour afin de faciliter la coopération entre les grands acteurs d'Internet et les forces de l'ordre. Il se réunit tous les trimestres sous l'égide de la délégation ministérielle aux industries de sécurité et à la lutte contre les cybermenaces (DMISC), et regroupe des opérateurs de plateformes, des représentants du ministère de l'Intérieur, du ministère de la Justice et du secrétariat d'État au Numérique. Son premier président a été Jean-Yves Latournerie, préfet chargé de la lutte contre les cybermenaces,,. Le GCP constitue « une instance de dialogue, fondée sur la confiance mutuelle, entre l'État et les opérateurs ».
Le GCP s'est réuni seize fois entre 2015 et 2019, dont à 14 reprises en formation plénière entre mai 2015 et mars 2019 et en formation restreinte au sujet de la manipulation de l'information. En sommeil depuis 2019, le groupe est réactivé à la suite de l'assassinat de Samuel Paty à Conflans-Sainte-Honorine en octobre 2020,. Lors de la première réunion qui s'est tenue le 5 novembre 2020, la ministre déléguée auprès du ministre de l'Intérieur chargée de la citoyenneté Marlène Schiappa a annoncé la mise en place de trois groupes de travail sur les réponses aux réquisitions de PHAROS, l'inversion de la logique de signalement, et le partage d'informations entre les pouvoirs publics et les plateformes,. Le groupe de contact permanent est relancé en 2023 à la suite de l'attaque du Hamas contre Israël.

## Membres
Le GCP regroupe notamment :
- Apple[14]
- Dropbox[8]
- Facebook[14]
- Google[14]
- Microsoft[14]
- Snapchat
- Twitter[15]
- TikTok
- Point de Contact[16]